# Fort Fullerton

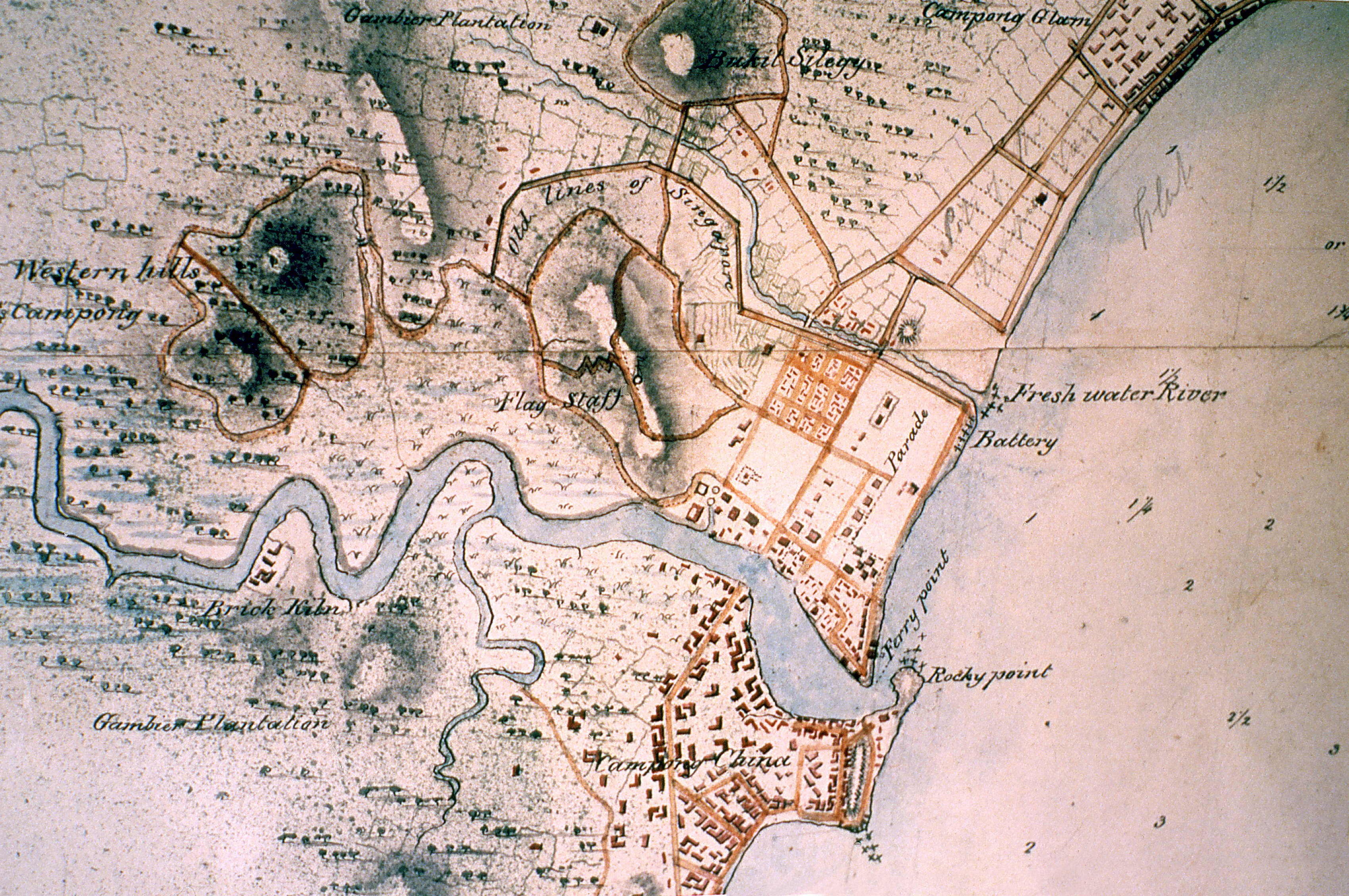
Oude kaart van Singapore met de locatie van het fort bij Rocky Point.

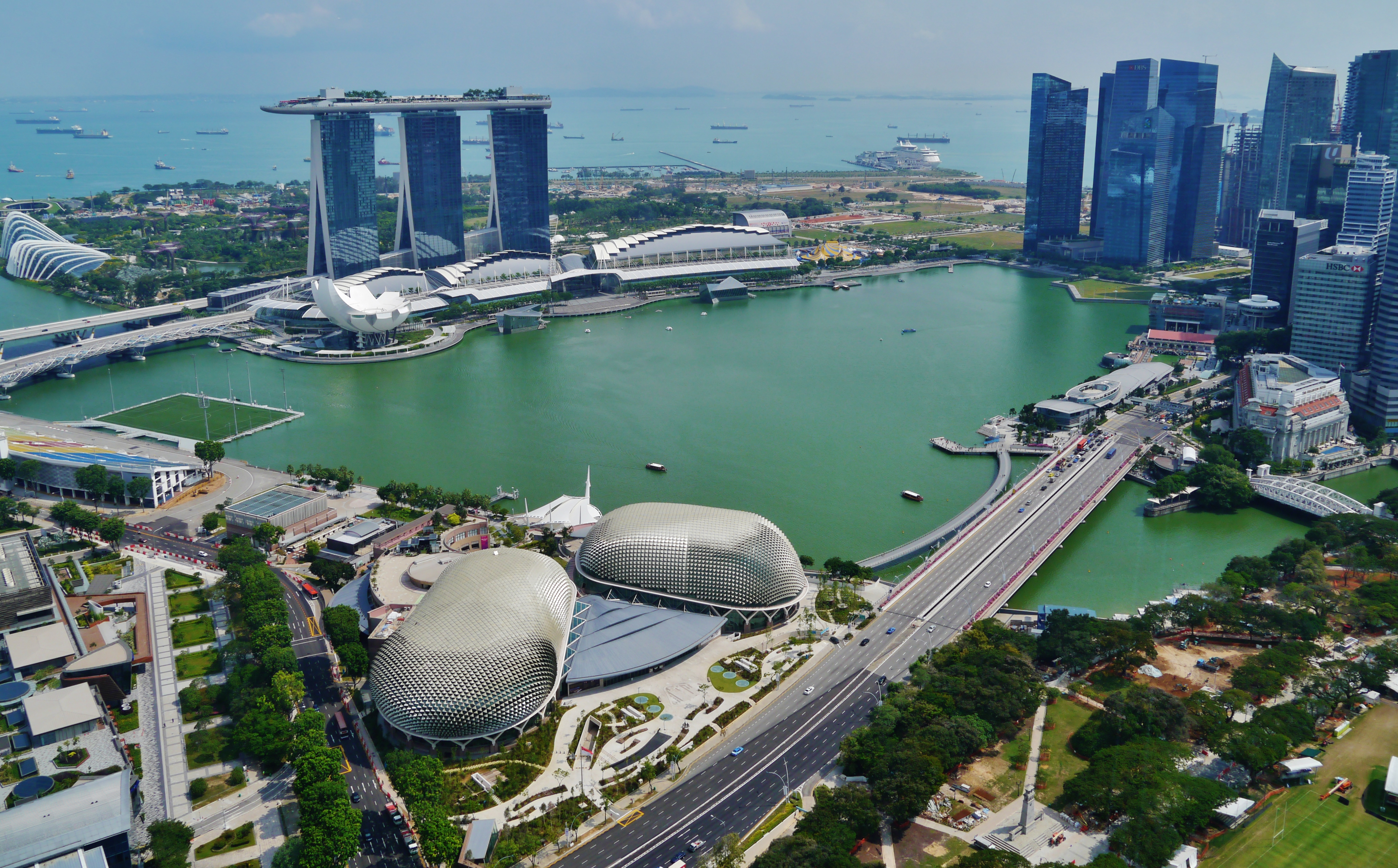
Zicht op Singapore richting zee. Helemaal rechts, bij de brug over de Singapore River, staat het Fullerton hotel op de plaats van het fort.

Fort Fullerton was het eerste en oudste fort van Singapore. Het lag aan de monding van de Singapore River met als doel de haven te beschermen.
In 1819 arriveerden de Britten in Singapore om er een handelspost voor de Britse Oost-Indische Compagnie op te zetten. Een jaar later werd aan de monding van de rivier een kustbatterij aangelegd ter verdediging van het handelspost. Op een kaart uit 1825 staat deze plaats aangeven als Rocky Point, maar na de aanleg van de batterij staat deze plaats ook bekend als Artillery Point en Battery Point.
In 1826 kwam Robert Fullerton als eerste gouverneur in Singapore aan. Hij gaf de opdracht de batterij te vervangen door een fort. Omstreeks 1829 kwam het fort gereed. Het had een zware wal waarachter de kazernes voor de soldaten en kanonniers lagen en een huis voor de officieren. Op de wallen werd het geschut opgesteld. Voor de verbinding met de stad werd de Battery Road aangelegd.
Tussen 1854 en 1859 werd het fort uitgebreid om plaats te bieden aan meer kanonnen. In 1858 bestond de bewapening uit zeven 68-ponders, met een bereik van zo’n vijf kilometer, twee 8-inch kanonnen, twee 8-inch houwitsers en twee 13-inch mortieren.
Van de handelaren kwam er veel kritiek op het fort op deze plaats. Kooplieden wilden de locatie gebruiken voor handelsdoeleinden, zij wilden magazijnen en kaden aanleggen waarmee hun inkomsten werden vergroot. Verder waren ze bang dat bij een vijandelijke aanval op het fort, de nabij gelegen pakhuizen ook geraakt zouden worden met materiële en financiële schade tot gevolg. Tijdens schietoefeningen met de kanonnen was de haven tijdelijk geblokkeerd en dit hinderde de handel en tot slot waren er twijfels of het fort wel goed gelegen was om een vijandelijke aanval vanuit zee tegen te houden. 
De koloniale regering besloot uiteindelijk Fort Fullerton te slopen. Het sloopproces begon in 1860 en het werk werd voltooid in 1873. Op de plaats van het fort kwam het eerste postkantoor en een beursgebouw. In 1920 kwam er nieuw plan voor een groot gebouw. Door geldgebrek duurde het tot 1924 alvorens met de bouw werd begonnen. Bij het grondwerk legden de aannemers nog oude kanonkazematten van het fort bloot. In juni 1928 kwam het gebouw gereed en is sindsdien nog van bestemming veranderd in een hotel.
Het fort lag langs de kust, maar door landaanwinning is de kustlijn verschoven en nu ligt de locatie zo'n twee kilometer landinwaarts.